# 李家偉
李家偉（1996年3月31日－），前香港屯門區議會富新選區區議員及富新一代成員。馬錦明慈善基金馬可賓紀念中學（2014年中六）及香港珠海學院新聞系畢業，在學時曾當選香港珠海學院學生會外務副主席，畢業後曾任記者。
李家偉議員辦事處曾設於屯門富健花園街市地下7號舖，已於2021年6月30日結業。2021年起流亡英國，由於他沒有英國國民 (海外)國籍身份，他在當地以政治庇護身份居留。
2021年12月18日，因涉嫌在立法會選舉期間，藉公開活動煽惑他人不投票或投無效票，違反《選舉（舞弊及非法行為）條例》，被廉政公署獲裁判官簽發手令通緝。

## 政治生涯

### 踏足政治
2019年反對逃犯條例修訂草案運動發生，多名未曾參選的政治素人計劃參選某些未有民主派參選的「白區」，李家偉是其中一員。

### 參選區議會
李家偉以富新一代成員身份，參選富新選區，並且和其他於該屆在屯門出選的素人組成屯門十一素人團隊，最终以5,486票擊敗爭取連任的新民黨成員甘文鋒（甘氏獲3,599票），成功當選新一屆區議員。
| 政党   | 政党     | 候选人    | 票数  | %     | ±      |
| ------ | -------- | --------- | ----- | ----- | ------ |
|        | 富新一代 | ①. 李家偉 | 5,486 | 60.39 | 不適用 |
|        | 新民黨   | ②. 甘文鋒 | 3,599 | 39.61 | 不適用 |
| 多数票 | 多数票   | 多数票    | 1,887 | 20.77 | ▼11.45 |

### 區議員工作

#### 屯門不明氣體洩漏事件
- 2019年11月25日，28位民主派屯門區候任區議員促請行政長官林鄭月娥盡快交代屯門不明氣體洩漏因由[7]。

### 呼籲杯葛立法會選舉
2021年12月16日，李家偉聯同前大專學界國際事務代表團發言人張崑陽、前黃大仙區議員劉珈汶、前九龍城區議員李軒朗等流亡海外人士，於社交媒體以「杯葛選舉，刻不容緩」為題進行直播，呼籲港人杯葛2021年香港立法會選舉。12月18日，廉政公署獲裁判官簽發手令，通緝李家偉等人，指他們涉嫌在立法會選舉期間，藉公開活動煽惑他人不投票或投無效票，違反《選舉（舞弊及非法行為）條例》。

## 資料來源與註釋
1. 1 2  . 屯門區議會.   [2020-10-30]. （原始内容存档于2020-12-10） （中文（香港））.
2. ↑  . 馬錦明慈善基金馬可賓紀念中學.   [2021-04-15]. （原始内容存档于2021-04-15）.
3. ↑  . 2019 District Council Election. 2019-11-25  [2019-12-30]. （原始内容存档于2021-05-10）.
4. ↑  辭任記者　改而從政　政治素人李家偉 （页面存档备份，存于），仁聞報，2019年11月22日
5. ↑  姚國雄. . 蘋果日報. 2019-09-19  [2019-11-25]. （原始内容存档于2020-08-26）.
6. ↑  素人組聯盟 共享資源匯水成河 多人眾籌經費 學者：助增選民感情聯繫 （页面存档备份，存于），明報，2019年11月7日
7. ↑  . HK01. 2019-11-28  [2021-06-23]. （原始内容存档于2019-12-03）.
8. ↑  . 星島日報. 2021-12-19  [2022-01-17]. （原始内容存档于2022-01-17）.

## 外部連結
- 屯門區議會 - 屯門區議會議員資料 李家偉先生（页面存档备份，存于）

| 議會席位      | 議會席位                                             | 議會席位 |
| ------------- | ---------------------------------------------------- | -------- |
| 前任： 甘文鋒 | 屯門區議會 富新選區區議員 2020年1月1日—2021年7月16日 | 空缺     |